# Ritual
Et ritual (eller en rituel handling) er en symbolsk handling, der har til formål at påvirke f.eks. guders velvilje eller skabe en overgang. Med et ritual følger en forventning eller påstand om, at ord og gerninger kan ændre noget ved ritualets objekt. Et ritual (et specifikt ritual kaldes rite) omfatter typisk en række handlinger, ceremonier og ord . 

## Overgangsritual
Det mest almindelige ritual er et overgangsritual . F.eks. dåb, konfirmation, bryllup og begravelse.
Overgangsritualer kan opdeles i tre faser:
1. Udskillelsesfasen - Ritualets objekt skilles fra sin vante sammenhæng og markeres som noget særligt. Det gøres typisk ved særlig klædedragt eller symboler. Denne fase kaldes også helliggørelsesfasen, fordi objektet gøres klar til den hellige del af ritualet.

1. Grænsefasen - Her finder selve overgangen sted. Ritualets objekt bliver "nulstillet", ført tilbage til et udgangspunkt. Her lægges størst betydning på ritualets detaljer og vigtigheden af, at de udføres korrekt.

1. inkorporationsfasen - Ritualets objekt er nu klar til at indgå i den nye sammenhæng, og der vendes tilbage til den normale tilstand - der trædes ud af den hellige fase.

## Offerritual
Ved et offerritual bliver ritualets objekt overdraget til en modtager, typisk et væsen som en gud eller en afdød, der tilhører en anden verden. Offeret er et  kommunikationsmiddel og er typisk noget, der er karakteristisk for giver eller modtager .

### Offertyper
- Takoffer - Offeret er en tak til guder for velvilje eller gaver

- Sonoffer - Offeret er en bod for en fejl, giveren har gjort

- Substitutionsoffer - Offergenstanden tilbydes som erstatning for noget andet

- Konvivieoffer (fællesmåltid)  tjener til at opretholde den gode forbindelse med modtageren

- Kommunikationsoffer - Et offer der skal opnå kontakt med modtageren eller en forening mellem afsender og modtager.

## Spådomsritual
Et spådomsritual (også kaldet divination) skal opnå viden om fremtiden eller hjælp til store beslutninger ved at skaffe viden om gudernes eller skæbnens vilje .   